# Mount Collins
Mount Collins är ett berg i Antarktis. Det ligger i Östantarktis. Australien gör anspråk på området. Toppen på Mount Collins är 924 meter över havet.
Terrängen runt Mount Collins är lite kuperad, och sluttar brant österut. Trakten är obefolkad. Det finns inga samhällen i närheten.